# Malachius bipustulatus
Espèce
La malachie à deux points (Malachius bipustulatus) est une espèce d'insectes coléoptères de la famille des mélyridés.

## Description
Ce coléoptère est relativement petit et discret, sa longueur maximale est de 6 mm.
Les élytres sont de couleur vert-bleu aux reflets métalliques avec deux taches rouge vif à l'arrière, les antennes sont relativement longues.

## Répartition géographique
Plaines d'Europe, Sibérie et Asie mineure.

## Habitat
Prés.